# گرامرسی رزیدنس
گرامرسی رزیدنس (انگلیسی: The Gramercy Residences) ساختمان مسکونی ۷۳ طبقه مستقر در کلانشهر مانیل، فیلیپین است، که در سال ۲۰۱۳ احداث گردید.